# NGC 2906

NGC 2906 par le télescope spatial Hubble.

NGC 2906 est une galaxie spirale située dans la constellation du Lion. NGC 2906 a été découverte par l'astronome germano-britannique William Herschel en 1785.

## Caractéristiques
Sa vitesse par rapport au fond diffus cosmologique est de 2 466 ± 23 km/s, ce qui correspond à une distance de Hubble de 36,4 ± 2,6 Mpc (∼119 millions d'al).
La classe de luminosité de NGC 2906 est III_IV et elle présente une large raie HI.
À ce jour, huit mesures non basées sur le décalage vers le rouge (redshift) donnent une distance de 39,050 ± 7,668 Mpc (∼127 millions d'al), ce qui est à l'intérieur des valeurs de la distance de Hubble.

## Supernova
La supernova SN 2005ip a été découverte dans NGC 2906 le 5 novembre 2005 par l'astronome amateur britannique Tom Boles. Cette supernova était de type II.